# Associazione Calcio Femminile Bergamo R 2001-2002
Questa voce raccoglie le informazioni riguardanti l'Associazione Calcio Femminile Bergamo R nelle competizioni ufficiali della stagione 2001-2002.

## Divise e sponsor
La tenuta di gioco era composta da una maglia bianca con motivi e colletto a V blu, abbinata a calzoncini blu e calzettoni bianchi. Lo sponsor principale era Rete Gamma
| 1ª divisa |  | 2ª divisa |

## Organigramma societario
Organigramma estratto dal sito societario.
Area amministrativa
- Presidente onorario: don Giuseppe Merlini
- Presidente: Maria Luisa Sana
- Vicepresidenti: Rina Togni, Ubaldo Pirola
- Direttore sportivo: GianBattista Ravasio
- Segretaria: Elisabetta Beretta
- Consiglieri: Attilio Bagioli, Giuseppe Mazzoleni, Emilio Pirola, GianBattista Ravasio, Stefano Valsecchi
- Addetto stampa: Federico Bassani

Area tecnica
- Allenatore: Maurizio Malaspina
- Accompagnatore: Ilaria Rivola
- Preparatore atletico: Luca Medolago
- Preparatore portieri: Taiocchi Giovanni
- Medico sociale: Maria Conforti
- Fisiomassoterapista: Elena Passoni

## Rosa
Rosa e ruoli estratti dal sito societario.
| N. |                   | Ruolo | Calciatrice         |
| -- | ----------------- | ----- | ------------------- |
|    | Italia (bandiera) | P     | Catia Cunio         |
|    | Italia (bandiera) | P     | Stefania Parietti   |
|    | Italia (bandiera) | P     | Elena Saltini       |
|    | Italia (bandiera) | P     | Loredana Vavassori  |
|    | Italia (bandiera) | D     | Tania Barcella      |
|    | Italia (bandiera) | D     | Elisabetta Bonzanni |
|    | Italia (bandiera) | D     | Cinzia Capitanio    |
|    | Italia (bandiera) | D     | Mara Cetani         |
|    | Italia (bandiera) | D     | Francesca Pietracci |
|    | Italia (bandiera) | D     | Eleonora Veronelli  |
|    | Italia (bandiera) | D     | Roberta Zonca       |
|    | Italia (bandiera) | C     | Veronica Animelli   |
|    | Italia (bandiera) | C     | Serenella Brambilla |

| N. |                   | Ruolo | Calciatrice          |
| -- | ----------------- | ----- | -------------------- |
|    | Italia (bandiera) | C     | Maria Crosina        |
|    | Italia (bandiera) | C     | Barbara Dapor        |
|    | Italia (bandiera) | C     | Sara Grassi          |
|    | Italia (bandiera) | C     | Raide Ravasio        |
|    | Italia (bandiera) | C     | Roswitha Oberlechner |
|    | Italia (bandiera) | C     | Stella La Capra      |
|    | Italia (bandiera) | C     | Cristina Murelli     |
|    | Italia (bandiera) | A     | Melania Gabbiadini   |
|    | Italia (bandiera) | A     | Elisabetta Grassi    |
|    | Italia (bandiera) | A     | Venusia Paliotti     |
|    | Italia (bandiera) | A     | Marianna Spini       |
|    | Italia (bandiera) | A     | Francesca Zanni      |

## Calciomercato

### Sessione estiva
| Acquisti | Acquisti             | Acquisti    | Acquisti |
| R.       | Nome                 | da          | Modalità |
| -------- | -------------------- | ----------- | -------- |
| P        | Elena Saltini        | Biellese    |          |
| C        | Maria Crosina        | Bardolino   |          |
| C        | Barbara Dapor        | Bardolino   |          |
| C        | Sara Grassi          | Aurora 72   |          |
| C        | Stella La Capra      | ACF Milan   |          |
| C        | Cristina Murelli     | ACF Milan   |          |
| C        | Roswitha Oberlechner | Bardolino   |          |
| C        | Venusia Paliotti     | Fiammamonza |          |

| Cessioni | Cessioni | Cessioni | Cessioni |
| R.       | Nome     | a        | Modalità |
| -------- | -------- | -------- | -------- |
|          |          |          |          |

## Risultati

### Serie B

#### Girone di andata
| Ponte San Pietro 29 settembre 2001, ore 14:30 CET 1ª giornata | Bergamo R | – | Albenga Cisano | Stadio comunale Matteo Legler |

#### Girone di ritorno
| 3 febbraio 2001, ore 14:30 CET 14ª giornata | Albenga Cisano | – | Bergamo R |  |

| 2002, ore 14:30 CET 17ª giornata | G.E.A.S. | 1 – 2 | Bergamo R |  |

#### Play-off promozione
| Monza 19 maggio 2002, ore 14:30 CET | Bergamo R | 4 – 0 | Mantova | Stadio Gino Alfonso Sada |

### Coppa Italia
| 2001 Prima fase - Andata | Vallassinese | 0 – 4 | Bergamo R |  |

| Ponte San Pietro 2001 Prima fase - Ritorno | Bergamo R | 3 – 3 | Vallassinese | Stadio comunale Matteo Legler |

| 25 novembre 2001, ore 14:30 CET Seconda fase - Andata | Tradate Abbiate | 0 – 1 | Bergamo R |  |

| Ponte San Pietro 19 dicembre 2001, ore 14:30 CET Seconda fase - Ritorno | Bergamo R | 2 – 0 | Tradate Abbiate | Stadio comunale Matteo Legler |

| Ponte San Pietro 25 novembre 2001, ore 14:30 CET Terzo turno | Bergamo R | 2 – 1 | ACF Milan | Stadio comunale Matteo Legler |

| Calmasino, Bardolino 23 gennaio 2002 Ottavi di finale - Andata | Bardolino | 1 – 2 | Bergamo R | Stadio comunale Belvedere |

| Ponte San Pietro 2 febbraio 2002 Ottavi di finale - Ritorno | Bergamo R | 0 – 4 | Bardolino | Stadio comunale Matteo Legler |

## Statistiche

### Statistiche di squadra
| Competizione | Punti | In casa | In casa | In casa | In casa | In casa | In casa | In trasferta | In trasferta | In trasferta | In trasferta | In trasferta | In trasferta | Totale | Totale | Totale | Totale | Totale | Totale | DR  |
| Competizione | Punti | G       | V       | N       | P       | Gf      | Gs      | G            | V            | N            | P            | Gf           | Gs           | G      | V      | N      | P      | Gf     | Gs     | DR  |
| ------------ | ----- | ------- | ------- | ------- | ------- | ------- | ------- | ------------ | ------------ | ------------ | ------------ | ------------ | ------------ | ------ | ------ | ------ | ------ | ------ | ------ | --- |
| Serie B      | 74    | 13      | -       | -       | -       | -       | -       | 13           | -            | -            | -            | -            | -            | 26     | 24     | 2      | 0      | 82     | 10     | +72 |
| Coppa Italia | -     | 4       | 2       | 1       | 1       | 7       | 8       | 3            | 3            | 0            | 0            | 7            | 1            | 7      | 5      | 1      | 1      | 14     | 9      | 5   |
| Totale       | -     | 17      | -       | -       | -       | -       | -       | 16           | -            | -            | -            | -            | -            | 33     | 29     | 3      | 1      | 96     | 19     | +77 |

### Andamento in campionato
| Giornata  | 1 | 2 | 3 | 4 | 5 | 6 | 7 | 8 | 9 | 10 | 11 | 12 | 13 | 14 | 15 | 16 | 17 | 18 | 19 | 20 | 21 | 22 | 23 | 24 | 25 | 26 |
| --------- | - | - | - | - | - | - | - | - | - | -- | -- | -- | -- | -- | -- | -- | -- | -- | -- | -- | -- | -- | -- | -- | -- | -- |
| Luogo     |   |   |   |   |   |   |   |   |   |    |    |    |    |    |    |    | T  |    |    |    |    |    |    |    |    |    |
| Risultato |   |   |   |   |   |   |   |   |   |    |    |    |    |    |    |    | V  |    | -  |    |    |    |    |    |    |    |
| Posizione |   |   |   |   |   |   |   |   |   |    |    |    |    |    |    |    |    |    |    |    |    |    |    |    |    | 1  |

Legenda:

Luogo: C = Casa; T = Trasferta. Risultato: V = Vittoria; N = Pareggio; P = Sconfitta.

### Statistiche delle giocatrici
| Giocatore      | Serie B  | Serie B | Serie B     | Serie B    | Coppa Italia | Coppa Italia | Coppa Italia | Coppa Italia | Totale   | Totale | Totale      | Totale     |
| Giocatore      | Presenze | Reti    | Ammonizioni | Espulsioni | Presenze     | Reti         | Ammonizioni  | Espulsioni   | Presenze | Reti   | Ammonizioni | Espulsioni |
| -------------- | -------- | ------- | ----------- | ---------- | ------------ | ------------ | ------------ | ------------ | -------- | ------ | ----------- | ---------- |
| V. Animelli    | 3        | 0       | ?           | ?          | ?            | ?            | ?            | ?            | 3+       | 0+     | ?           | ?          |
| T. Barcella    | 8        | 0       | ?           | ?          | ?            | ?            | ?            | ?            | 8+       | 0+     | ?           | ?          |
| S. Brambilla   | 0        | 0       | 0           | 0          | ?            | ?            | ?            | ?            | 0+       | 0+     | 0+          | 0+         |
| E. Bonzanni    | 11       | 0       | ?           | ?          | ?            | ?            | ?            | ?            | 11+      | 0+     | ?           | ?          |
| C. Capitanio   | 1        | 0       | ?           | ?          | ?            | ?            | ?            | ?            | 1+       | 0+     | ?           | ?          |
| M. Cetani      | 2        | 0       | ?           | ?          | ?            | ?            | ?            | ?            | 2+       | 0+     | ?           | ?          |
| M. Crosina     | 19       | 4       | ?           | ?          | ?            | ?            | ?            | ?            | 19+      | 4+     | ?           | ?          |
| C. Cunio       | 4        | -?      | ?           | ?          | ?            | ?            | ?            | ?            | 4+       | 0+     | ?           | ?          |
| B. Dapor       | 24       | 5       | ?           | ?          | ?            | ?            | ?            | ?            | 24+      | 5+     | ?           | ?          |
| M. Gabbiadini  | 22       | 17      | ?           | ?          | ?            | ?            | ?            | ?            | 22+      | 17+    | ?           | ?          |
| E. Grassi      | 17       | 8       | ?           | ?          | ?            | ?            | ?            | ?            | 17+      | 8+     | ?           | ?          |
| S. Grassi      | 23       | 2       | ?           | ?          | ?            | ?            | ?            | ?            | 23+      | 2+     | ?           | ?          |
| S. La Capra    | 13       | 1       | ?           | ?          | ?            | ?            | ?            | ?            | 13+      | 1+     | ?           | ?          |
| C. Murelli     | 16       | 3       | ?           | ?          | ?            | ?            | ?            | ?            | 16+      | 3+     | ?           | ?          |
| R. Oberlechner | 26       | 15      | ?           | ?          | ?            | ?            | ?            | ?            | 26+      | 15+    | ?           | ?          |
| V. Paliotti    | 24       | 10      | ?           | ?          | ?            | ?            | ?            | ?            | 24+      | 10+    | ?           | ?          |
| S. Parietti    | 0        | 0       | 0           | 0          | ?            | ?            | ?            | ?            | 0+       | 0+     | 0+          | 0+         |
| F. Pietracci   | 10       | 0       | ?           | ?          | ?            | ?            | ?            | ?            | 10+      | 0+     | ?           | ?          |
| R. Ravasio     | 22       | 6       | ?           | ?          | ?            | ?            | ?            | ?            | 22+      | 6+     | ?           | ?          |
| E. Saltini     | 20       | -?      | ?           | ?          | ?            | ?            | ?            | ?            | 20+      | 0+     | ?           | ?          |
| M. Spini       | 16       | 4       | ?           | ?          | ?            | ?            | ?            | ?            | 16+      | 4+     | ?           | ?          |
| L. Vavassori   | 3        | -?      | ?           | ?          | ?            | ?            | ?            | ?            | 3+       | 0+     | ?           | ?          |
| E. Veronelli   | 21       | 2       | ?           | ?          | ?            | ?            | ?            | ?            | 21+      | 2+     | ?           | ?          |
| F. Zanni       | 0        | 0       | 0           | 0          | ?            | ?            | ?            | ?            | 0+       | 0+     | 0+          | 0+         |
| R. Zonca       | 5        | 0       | ?           | ?          | ?            | ?            | ?            | ?            | 5+       | 0+     | ?           | ?          |